# Maximilian Eggestein
Maximilian Eggestein (Hannover, 8 dicembre 1996) è un calciatore tedesco, centrocampista del Friburgo.

## Caratteristiche tecniche
È un centrocampista centrale.

## Carriera

### Club
Cresciuto nelle giovanili del Werder Brema, ha esordito il 19 novembre 2014 in un match vinto 4-0 contro il Paderborn.
Il 18 agosto 2021 viene acquistato dal Friburgo.

### Nazionale
Ha fatto parte delle nazionali tedesche under-20 e under-21. Con quest'ultima si è classificato secondo agli Europei di calcio Under-21 del 2019.

## Statistiche

### Presenze e reti nei club
Statistiche aggiornate al 22 settembre 2023
| Stagione            | Squadra             | Campionato          | Campionato | Campionato | Coppe nazionali | Coppe nazionali | Coppe nazionali | Coppe continentali | Coppe continentali | Coppe continentali | Altre coppe | Altre coppe | Altre coppe | Totale | Totale |
| Stagione            | Squadra             | Comp                | Pres       | Reti       | Comp            | Pres            | Reti            | Comp               | Pres               | Reti               | Comp        | Pres        | Reti        | Pres   | Reti   |
| ------------------- | ------------------- | ------------------- | ---------- | ---------- | --------------- | --------------- | --------------- | ------------------ | ------------------ | ------------------ | ----------- | ----------- | ----------- | ------ | ------ |
| 2014-2015           | Werder Brema        | BL                  | 1          | 0          | CG              | 0               | 0               | -                  | -                  | -                  | -           | -           | -           | 1      | 0      |
| 2015-2016           | Werder Brema        | BL                  | 7          | 0          | CG              | 1               | 0               | -                  | -                  | -                  | -           | -           | -           | 8      | 0      |
| 2016-2017           | Werder Brema        | BL                  | 15         | 1          | CG              | 0               | 0               | -                  | -                  | -                  | -           | -           | -           | 15     | 1      |
| 2017-2018           | Werder Brema        | BL                  | 32         | 2          | CG              | 4               | 1               | -                  | -                  | -                  | -           | -           | -           | 36     | 3      |
| 2018-2019           | Werder Brema        | BL                  | 34         | 5          | CG              | 5               | 1               |                    | -                  | -                  |             | -           | -           | 39     | 6      |
| 2019-2020           | Werder Brema        | BL                  | 34         | 1          | CG              | 4               | 0               |                    | -                  | -                  |             | -           | -           | 38     | 1      |
| 2020-2021           | Werder Brema        | BL                  | 33         | 2          | CG              | 5               | 0               |                    | -                  | -                  |             | -           | -           | 38     | 2      |
| ago. 2021           | Werder Brema        | BL                  | 3          | 1          | CG              | 1               | 0               |                    | -                  | -                  |             | -           | -           | 4      | 1      |
| Totale Werder Brema | Totale Werder Brema | Totale Werder Brema | 159        | 12         |                 | 20              | 2               |                    | -                  | -                  |             | -           | -           | 179    | 14     |
| 2021-2022           | Friburgo            | BL                  | 31         | 1          | CG              | 5               | 1               |                    | -                  | -                  |             | -           | -           | 36     | 2      |
| 2022-2023           | Friburgo            | BL                  | 31         | 1          | CG              | 5               | 0               | UEL                | 7                  | 0                  |             | -           | -           | 43     | 1      |
| 2023-2024           | Friburgo            | BL                  | 33         | 1          | CG              | 1               | 0               | UEL                | 10                 | 1                  |             | -           | -           | 44     | 2      |
| Totale Friburgo     | Totale Friburgo     | Totale Friburgo     | 95         | 3          |                 | 11              | 1               |                    | 17                 | 1                  |             | -           | -           | 123    | 5      |
| Totale carriera     | Totale carriera     | Totale carriera     | 254        | 15         |                 | 31              | 3               |                    | 17                 | 1                  |             | -           | -           | 302    | 19     |